# Altlichtenwarth
Altlichtenwarth là một thị xã thuộc huyện Mistelbach trong bang Niederösterreich.

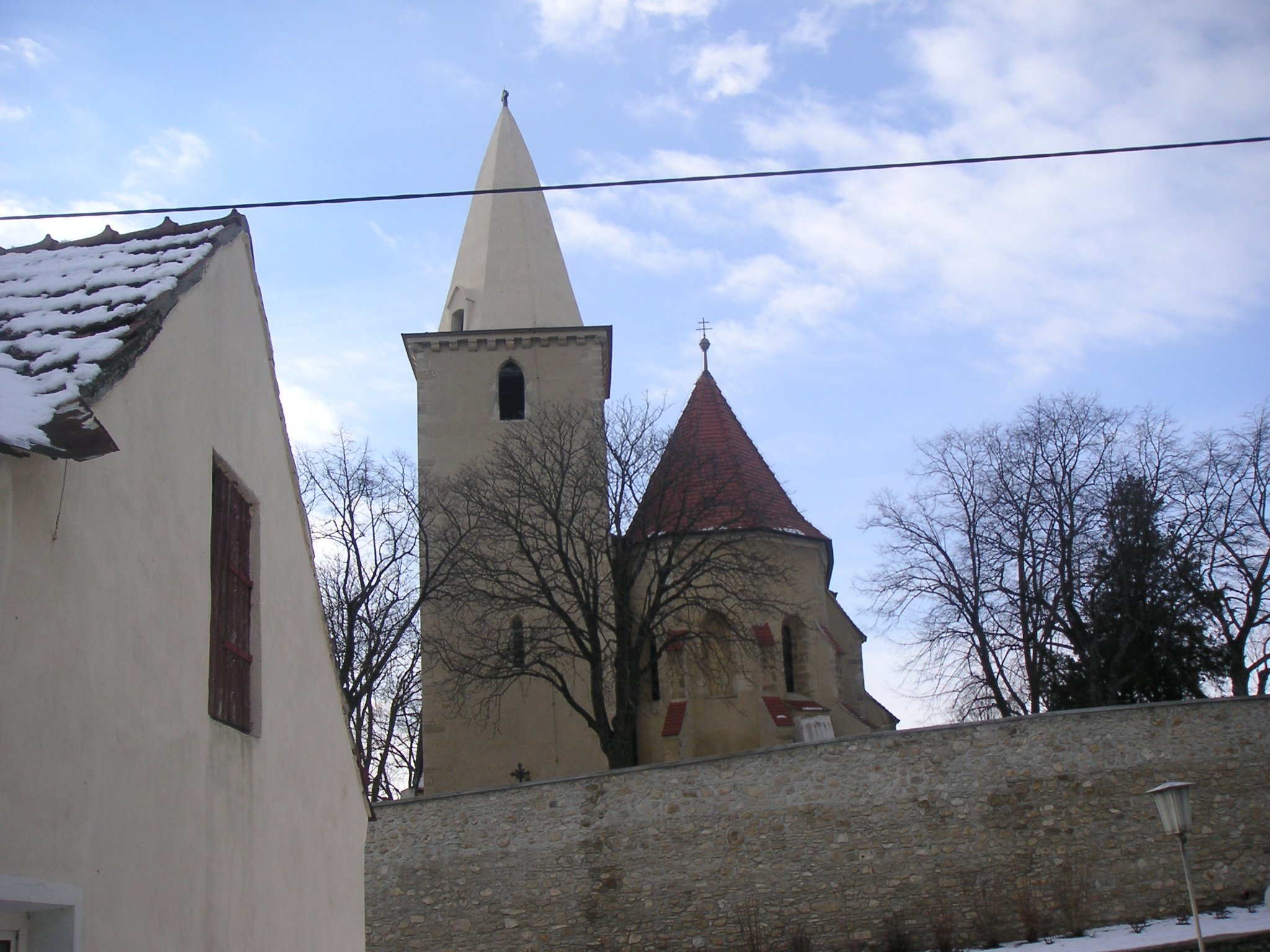
Church in Altlichtenwarth